# Friedrichshafen Flughafen
Friedrichshafen Flughafen – przystanek kolejowy w Friedrichshafen (dzielnica Löwental), w kraju związkowym Badenia-Wirtembergia, w Niemczech.
Przystanek zlokalizowany jest przy ulicy Am Flugplatz, naprzeciw terminala portu lotniczego Friedrichshafen.
| Friedrichshafen Flughafen   |  |                                            |
| Linia Ulm – Friedrichshafen |  |                                            |
| Kehlenodległość: 2,2 km     |  | Friedrichshafen-Löwental odległość: 2,2 km |